# Вія Бейнерте
Вія Бейнерте (латис. Vija Beinerte; *27 липня 1954, Рига) — латвійська кінорежисерка і журналістка.

## Біографія
Народилася 27 липня 1954 в Ризі в родині актора ризького Державного театру музичної комедії Дмитра Бокалова і працівниці культури Дзідри Бокаловой. Закінчила 49 середню Ризьку школу (1972). Навчалася у ВДІКу (випуск 1979) та Латвійської академії культури (магістратура, 1994).
Працювала режисеркою художніх фільмів на Ризькій кіностудії (1979-1989). У 1990-1991 працює асистенткою по роботі з акторами і перекладачкою у австралійського режисера К. Стендера в документальному фільмі «Dzimtene» («Батьківщина»), виробництва «World's End Pictures Corporation».
У 1993-1994 на зйомках художнього фільму «Suņi Rigā» шведської телевізійної корпорації (режисер Р. Берглунд). Викладачка кафедри кіномистецтва в Латвійській академії культури (1992-1994), з 1996 по 2000 керівниця відділу зі зв'язків із закордонною громадськістю.
У 1996-1999 продюсерка майстер-класів країн Північної Європи та Балтії за спеціальностями акторське і режисерське мистецтво, кінодраматургія і кінодокументалістика. Координаторка Латвійської програми Балтійського фестивалю культури країн Північної Європи (1999-2000), організаторка в рамках цієї програми семінару «From grain to loaf» (2000-2001).
В даний час директорка SIA «Via Vija» і вільна журналістка, співпрацює з виданнями «Dienā», «Ievā», «Unā», «Neatkarīgajā rīta avīzē». Брала участь, як членкиня журі, у кінофестивалях. Членкиня Товариства кінематографістів з 1989.
На кінофорумі «Arsenāls» («Арсенал») фільм Вії Бейнерте «Все через цю шалену Пауліну» (латис. «Tās dullās Paulīnes dēļ») був визнаний одним з 25 найкращих фільмів, знятих, коли-небудь в Латвії.
Одружена з диригентом Карлісом Бейнертом. В першому шлюбі носила прізвище Рамані. Як Вія Рамані фігурує в багатьох кіновиданнях.

## Фільмографія
- 1979 — «Все через цю шалену Пауліну» / Tās dullās Paulīnes dēļ — режисерка
- 1982 — «Забуті речі» / Aizmirstās lietas — режисерка
- 1987 — «Збіг обставин» / Apstākļu sakritība — режисерка